# Susan Woodstra
Susan Jean Woodstra est une joueuse américaine de volley-ball née le 21 mai 1957 à San Bernardino (Californie).

## Biographie
Susan Woodstra fait partie de l'équipe des États-Unis de volley-ball féminin médaillée d'argent aux Jeux panaméricains de 1983 à Caracas et aux Jeux olympiques d'été de 1984 à Los Angeles.